# Everhard Saxo
Everhard Saxo (ca. 830 - 898) was graaf van Hamaland.
Everhard wordt voor het eerst vermeld als hij in 881 deelneemt aan een mislukte poging om Vikingen te verdrijven uit Nijmegen. Hij werd gevangengenomen en tegen losgeld vrijgelaten. In 885 was hij een van de edelen die de aanslag op Godfried de Noorman te Spijk uitvoerden. Everhard werd beloond door Karel de Dikke met de functie van dux (militair opperbevelhebber, ook wel Hertog) van de verdediging Friesland. Een van de andere edelen die ook beloond werden voor hun rol in deze moord was Gerulf. Gerulfs zoon Waldger probeerde in het rivierengebied een eigen graafschap te creëren, rondom Tiel. Dit leidde tot toenemende spanningen met Everhard. Uiteindelijk werd Everhard in 898 door Waldger vermoord. Na de dood van Everhard werd zijn broer Meginhard (III) benoemd door koning Arnulf in zijn plaats als dux.
De ouders van Everhard waren mogelijk Meginhard II (*?-voor 880), graaf van Hamaland, en Evesa (*?-na 881). Meginhard II had een broer Wichman II, die de vader is van Egbert Billung. Everhard had een broer, Meginhard III (ca. 915), gehuwd met Hildegard?, dux in 898, die hem in Hamaland als graaf opvolgde, en een zoon Meginhard IV, die eveneens graaf van Hamaland werd. Everhard Saxo had verder nog een zoon Everhard, tussen 944 en 966 graaf van Drenthe en Salland. Hij was gehuwd met Amalrade, een dochter van Reginhilde en de West-Saksische graaf Diederik.